# No Monster Club
No Monster Club est un groupe de rock irlandais existant depuis 2009 centré autour de Bobby Aherne qui officiait auparavant en solo au sein de Dublin Duck Dispensary (en). Pour No Monster Club, il a été rejoint par Paddy Hanna à la batterie et Mark Chester à la basse, bien que Aherne enregistre toujours parfois en solo[réf. nécessaire]. À partir de 2020, désireux de marquer la différence entre son travail solo et No Monster Club, Bobby Aherne adopte le nom de Sir Bobby Jukebox pour sa carrière solo, mettant en pause indéterminée No Monster Club[réf. nécessaire]. 

## Histoire
Après un premier album en 2009, No Monster Club enchaîne les publications sur différents labels. En 2012 pour la sortie de Posthumous Hits, la maison de disque annonce que Bobby Aherne est décédé récemment, annonce rapidement démentie par la presse,. 
À partir de 2012, No Monster Club a commencé à connaître un retentissement certain notamment en Irlande, avec les critiques variées de leur album Dublin en 2012, puis de Foie Gras en 2013, People Are Weird en 2015,, et I Feel Magic en 2016. 

## Discographie

### Albums
- Tropical Decibels Volume One (2009; Rack and Ruin Records/CF Records)
- Tropical Decibels Volume Two (2010; CF Records)
- BRAIN HEAT WAVE (2010; Music Hall Records)
- Dublin (2012; CF Records)
- Posthumous Hits (2012; Already Dead Tapes & Records)
- Foie Gras (2013; Music Hall Records)
- People Are Weird (2015; Mirror Universe/Popical Island)
- I Feel Magic (2016; Popical Island/Already Dead Tapes & Records)

### EPs
- Young Guts Champion (2011; Masses Collective)
- Panda Kid Meet No Monster Club (2011; Split album avec Panda Kid; MiaCameretta Records)
- The Community Games (2013; Split 12" avec Grand Pocket Orchestra, Ginnels & Cave Ghosts; Popical Island)
- Where Did You Get That Milkshake? (2016; Emotional Response Records)

### Apparitions sur des compilations
- Rack the Halls - Various Artists (2009; Rack and Ruin Records)
- Popical Island #1 - Various Artists (2010; Popical Island)
- Jingle Bell Rack - Various Artists (2010; Rack and Ruin Records)
- Quompilation #1 - Various Artists (2011; Quarter Inch Collective)
- Compilation Volume Two - Various Artists (2011; Well Weapon Records)
- Autoplacer 7" - Various Artists (2011; Autoplacer)
- Quompilation #2 - Various Artists (2012; Quarter Inch Collective)
- Popical Island #3 - Various Artists (2012; Popical Island)
- Plunderphonics: A Tribute to Big Monster Love - Various Artists (2012; Popical Island)
- Quompilation #3 - Various Artists (2013; Quarter Inch Collective)
- Document: A Retrospective - Various Artists (2013; Already Dead Tapes & Records)
- IV - Various Artists (2014; Already Dead Tapes & Records)
- Without A Trace - Various Artists (2015; Mirror Universe)
- Herzog TV: A Dublin Lo-Fi Collection - Various Artists (2015; Little L Records)
- My Lovely EP - Various Artists (2016; Sound Training Centre/My Lovely Horse Rescue)
- A Litany of Failures: Volume II - Various Artists (2018; A Litany of Failures)